# Gare de Palmerah

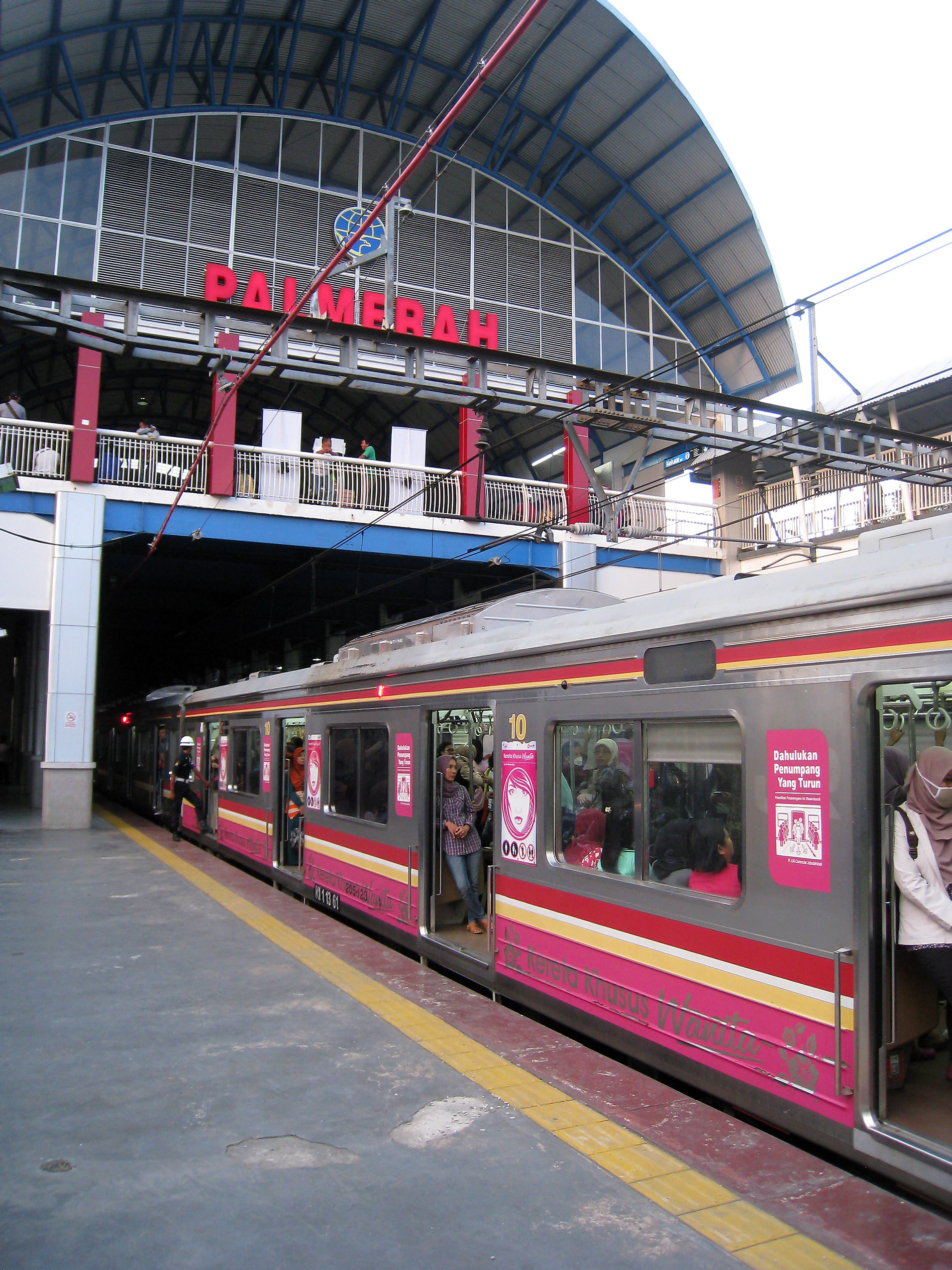
Train en gare de Palmerah

La gare de Palmerah (en indonésien Stasiun Palmerah) est une gare ferroviaire située dans le district du même, Jakarta occidental. Pour le moment, elle n'est desservie que par le KAI Commuter Jabodetabek, le réseau express régional de la conurbation du Jabodetabek.
La gare de Palmerah assurera la correspondance avec le métro léger du Grand Jakarta.